# Hrvatski demokratski sabor Slavonije i Baranje
 Hrvatski demokratski savez Slavonije i Baranje, kurz: HDSSB (Deutsch: Kroatisches demokratisches Bündnis Slawoniens und Baranjas) ist eine rechtskonservative Regionalpartei in der kroatischen Region Slawonien.

## Geschichte
Die Gründungsinitiative kam vom Politiker Branimir Glavaš, einem ehemaligen Mitglied der kroatischen Partei Hrvatska demokratska zajednica (HDZ) (zu deutsch: Kroatische Demokratische Gemeinschaft), nachdem er aus der HDZ wegen seines Konflikts mit dem Vorsitzenden der HDZ und dem Ministerpräsidenten, Ivo Sanader, hinsichtlich der «Viktor Lenac Affäre» und der Verteilung der Geldmittel aus dem Staatsvoranschlag ausgeschlossen worden ist. Glavaš war mit dem Entwicklungsprogramm für Slawonien nicht zufrieden. Er verlangte mehr Investitionen in die Wirtschaft dieser Region. Nach der Trennung mit der HDZ, wollte er eine Partei gründen, die sich für diese Ziele einsetzen sollte. Er begann mit seiner Kampagne, die in Slawonien erfolgreich war. 
In der Zwischenzeit wurde Glavaš wegen Kriegsverbrechen während des Jugoslawienkrieges angeklagt. Ihm ist die Ermordung serbischer Zivilisten in Osijek im Jahr 1991 vorgeworfen worden. Nachdem das Parlament seine Abgeordnetenimmunität aufgehoben hatte, wurde er in Untersuchungshaft genommen. Glavaš bezeichnete das Verfahren gegen ihn als politisch motiviert. 
Am 8. Oktober 2005 fand im kroatischen Nationaltheater in Osijek der Gründungskongress der HDSSB statt. Am Kongress waren mehr als 850 Teilnehmer anwesend. Zum ersten Vorsitzenden der neu gegründeten Partei wurde Branimir Glavaš, ein Abgeordneter im kroatischen Parlament und einer der Gründer der Partei, gewählt und das Statut der Partei wurde verabschiedet. Die HDSSB wurde offiziell am 6. Mai 2006 als Partei registriert.

### Parteistruktur
Seit der Gründung erfolgten mehrere Veränderungen in der Spitze der Partei. Vorsitzender der Partei ist Dragan Vulin. Der Gründer der Partei Branimir Glavaš führt den Vorsitz des Vollzugsausschusses. Zu den weiteren Mitgliedern des Vollzugsausschusses gehören u. a. Krešimir Bubalo, der Gespan der Gespanschaft Osijek-Baranja (kroatisch: Osječko-baranjska županija) und Marko Dumančić, Jurist aus Osijek und Verteidiger von Branimir Glavaš in dem Verfahren gegen ihn. Die Partei hat auch ein Ehrengericht, dessen Vorsitzender Davor Brunčić ist und einen Aufsichtsausschuss, der aus fünf Mitgliedern besteht.

### Mitglieder
Die Partei hat heute mehr als 25.000 Mitglieder, die meisten davon sind ehemalige Mitglieder der HDZ.

## Programmatische Grundsätze
In dem Statut der HDSSB steht, dass das Hauptziel der HDSSB das Fördern des Programms und der Entwicklung von Handlungskonzepten ist, die auf eine gleichmäßige regionale Entwicklung gerichtet sind.
Ihre anderen Ziele sind u. a.:
- die Verbesserung der Perspektive, besonders junger Menschen
- die Dezentralisierung und Stärkung der lokalen Selbstverwaltung
- die Modernisierung der Verwaltung
- die Verminderung der Arbeitslosigkeit

Im außenpolitischen Teil des Programms setzt die HDSSB den Akzent auf die Einschließung aller kroatischen Regionen in die Verstärkung der Mitarbeit mit Nachbarländern.

## Wirken der Partei

### Abgeordnete
Die HDSSB hatte von 2007 bis 2011 drei Vertreter im kroatischen Parlament: Branimir Glavaš, Ivan Drmić und Vladimir Šišljagić. Seit den Parlamentswahlen 2011 setzt sich die Parlamentsfraktion aus sieben Mitgliedern zusammen. Der Präsident der HDSSB-Fraktion ist Josip Salapić.

### Wirkungsgebiet
Die HDSSB wirkt in der kroatischen Region Slawonien und ihr Sitz ist in der größten Stadt dieser Region, Osijek. Die Partei hat ihre Bezirksverbände in fünf slawonischen Gespanschaften: Osijek-Baranja, Vukovar-Syrmien, Virovitica-Podravina, Požega-Slawonien und Brod-Posavina.

### Koalitionen
Die HDSSB koalierte mit der Kroatischen Partei des Rechts (Hrvatska stranka prava, HSP) nach den Lokalwahlen 2005 in Osijek. Dank dieser Koalition ist Anto Đapić, der HSP-Vorsitzende, zum Bürgermeister von Osijek gewählt worden. Branimir Glavaš ist zum Vorsitzenden des Stadtrats gewählt worden. Nach zwei Jahren brach diese Koalition auseinander. Die zwei Parteien gerieten in einen Konflikt über den Bau der Handballhalle für die Handball-Weltmeisterschaft, die 2009 in Kroatien stattfinden sollte. Die Vertreter dieser zwei Parteien konnten sich nämlich über die Finanzierung des Baus nicht einigen. Im September 2007 bot Đapić den Rücktritt an. Danach koalierte die HDSSB mit der Kroatischen Rentnerpartei (Hrvatska stranka umirovljenika, HSU) und der Kroatischen Sozial-Liberalen Partei (Hrvatska socijalno-liberalna stranka, HSLS). Der neue Bürgermeister wurde Zlatko Benašić, Mitglied der HSLS.

### Paramilitärische Parteigarde SSG
Im Jahr 2015 kam es zur Gründung der paramilitärischen Parteiorganisation Slavonska Sokolska Garda (SSG). Die Gründung sowie der offensichtliche militärische Charakter der Organisation rief ein landesweites mediales Echo hervor.